# セイニ・クンチェ
セイニ・クンチェ（フランス語: Seyni Kountché, 1931年7月1日 - 1987年11月10日）は、ニジェールの軍人、政治家。1974年にクーデターを起こして初代大統領アマニ・ディオリを追放し、1974年から死亡する1987年までニジェール共和国大統領となった。首都ニアメには彼の名を冠した競技場、スタッド・ジェネラル・セイニ・クンチェがある。最終階級は、少将およびフランス陸軍軍曹。

## 軍人として
クンチェは1931年、ダママ・ファンドゥ村でジェルマ人として生まれた。1940年代にはフランス植民地軍に入隊し、1957年には軍曹に昇進していた。1960年8月3日、ニジェールがフランスから独立するとクンチェはニジェール軍へと移籍し、1965年から1966年にかけてパリの士官学校に留学した後陸軍参謀長となった。1973年には、彼は陸軍のトップとなっていた。
当時、ニジェールはアマニ・ディオリの一党独裁制のもとで混乱していた。1968年から続く旱魃は1974年になっても好転せず、国内には不満が渦巻いていた。ディオリ大統領は外交ではフランコフォニー国際機関などで成果を挙げていたものの、内政には打つ手を持たず、後にニジェール経済の主力となるウランの開発も始まったばかりであり、さらに各国から送られた食糧援助を閣僚数人が横流しし私腹を肥やしたことで、不満は頂点に達した。

## クーデター
1974年4月15日、クンチェはクーデターを起こし、ディオリを追放して政権を握った。クンチェは4月17日に最高軍事評議会を設立してその議長に就任すると、憲法及び国会を停止し、政党を禁止してそれまで収監されていたすべての政治犯を釈放した。ディオリはクーデターによって軟禁され、1980年まで解放されなかった。最高軍事評議会は援助食糧の配給によって社会生活の回復に努めた。政党は禁止されたが、ディオリによって禁止された他政党の関係者の帰国は妨げなかったため、ジボ・バカリなど旧野党の政治家が帰国した。

## 施政
クンチェの政策は非イデオロギー的であり、壊滅的な経済状況からの復興のため西側寄りの経済開発を重視した政策をとった。ウラン開発を積極化し、アクータ鉱山などの操業も軌道に乗ったため、1970年代後半から1980年代初頭までのニジェール経済は拡大を続けた。降雨も回復し、1980年には食糧自給が達成された。フランスとは友好関係を維持したもののやや冷却化し、ニジェール駐在フランス軍は撤退した。また、新たにアラブ諸国との友好関係が強化された。しかし北隣のリビアとは対立し、1981年1月にはリビアのチャド侵攻（トヨタ戦争）によって断交したものの、1982年には国交を回復した。
一方で最高軍事評議会内の意見対立が表面化し、1975年8月2日には政権No.2の副議長サニ・スナ・シドと野党の指導者ジボ・バカリがクーデター容疑で逮捕された。1976年3月15日にも別のクーデター計画が発覚した。
1981年、クンチェは最高軍事評議会に文民を受け入れ、1982年には憲法上の政治体制を変更し1983年1月24日には首相に文民のママヌ・ウマルを任命した。1983年10月には軍部内でみたびクーデターが起きたが、クンチェは軍の多数派を掌握しており、このクーデターも程なく鎮圧された。1984年には憲法の前段となる文書である国民憲章を発表した。この憲章では国と地方に選挙に拠らない諮問機関を設けることとなっていた。
1984年から1985年にかけては再び大干ばつとなり、さらにウランブームの終焉と南隣のナイジェリアとの国境紛争による国境閉鎖（1986年まで）によって経済は再び悪化した。さらにリビアとの関係も悪化し、リビアと親しい北部のトゥアレグ人とクンチェ政権との関係も悪化して、1985年には両国国境が閉鎖され、すべてのニジェール国籍を持たないトゥアレグ人は国内から追放された。
1986年9月16日～19日には国賓として訪日し、昭和天皇と会見を行った。

## 死去
クンチェは1986年から体調が悪化し、1987年11月10日にパリの病院にて脳腫瘍で死去した。政権は新たに最高軍事評議会議長となったアリー・セブが継いだ。